# Allium tschimganicum
Allium tschimganicum är en amaryllisväxtart som beskrevs av Boris Fedtjenko. Allium tschimganicum ingår i släktet lökar, och familjen amaryllisväxter. Inga underarter finns listade i Catalogue of Life.